# 89 a.C.
L'89 a.C. (LXXXIX a.C. in numeri romani) è un anno  del I secolo a.C.

## Eventi
- Conquista di Venosa ed eliminazione degli ultimi focolai della Guerra Sociale da parte di Quinto Cecilio Metello Pio mentre sono consoli Gneo Pompeo Strabone padre di Gneo Pompeo Magno, e Lucio Porcio Catone, il quale viene ucciso per la propria inettitudine sul campo di battaglia.
- Atene si ribella a Roma e si allea con Mitridate VI che sbarca in Grecia.
- L'Etruria, sotto i Romani, perde definitivamente la sua indipendenza amministrativa con l'introduzione della Lex Iulia.
- Roma dichiara guerra a Mitridate VI del Ponto, per i suoi tentativi di rivolta.
- Viene fondata Novara, colonia di diritto latino che all'inizio viene chiamata  Novaria

## Nati
- Claudia Quinta, romana

## Morti
- 11 giugno - Tito Didio, politico e militare romano
- Lucio Porcio Catone, politico romano
- Cecilia Metella Balearica minore, nobildonna romana